# Союз TMA-14M
Союз ТМА-14М — політ до міжнародної космічної станції, під час якого було доставлено трьох учасників експедиції МКС-41. Це був 121-й пілотований політ корабля «Союз», перший політ якого відбувся в 1967. 40-й візит корабля «Союз» на МКС і 146 — у рамках програми «Союз».

## Екіпаж
- Капітан: Олександр Самокутяев, Роскосмос (2)
- Бортінженер 1: Олена Сєрова, Роскосмос (1)
- Бортінженер 2: Баррі Юджин Вілмор, НАСА (2)

 у дужках, кількість космічних польотів кожного члена екіпажу (зокрема цей). 

## Опис місії
Бортінженер Олена Сєрова — перший російський космонавт, підготовлений до польоту на МКС, друга російська жінка, яка була тривалий час у космосі.

## Політ
25 вересня 2014 0 23:25 за київським часом відбувся старт космічного корабля Союз ТМА-14М. Корабель зістикувався з МКС за «короткою схемою». Через шість годин, о 05:11 за київським часом, відбулося стикування з модулем «Пошук» Міжнародної космічної станції. Після виходу корабля в космос не розкрилася одна із сонячних батарей, що розкрилася після стикування корабля з МКС о 5:50 за київським часом..
Під час польоту космонавти виконали технічні, технологічні, геофізичні, медичні та інші експерименти.
Космонавти прийняли і розвантажили вантажні кораблі «Прогрес М-25М» і «Дрегон SpX-5».
У польоті Олександр Самокутяев здійснив один вихід у відкритий космос.
На Землю космонавти повернулися 12 березня 2015 року.

## Галерея

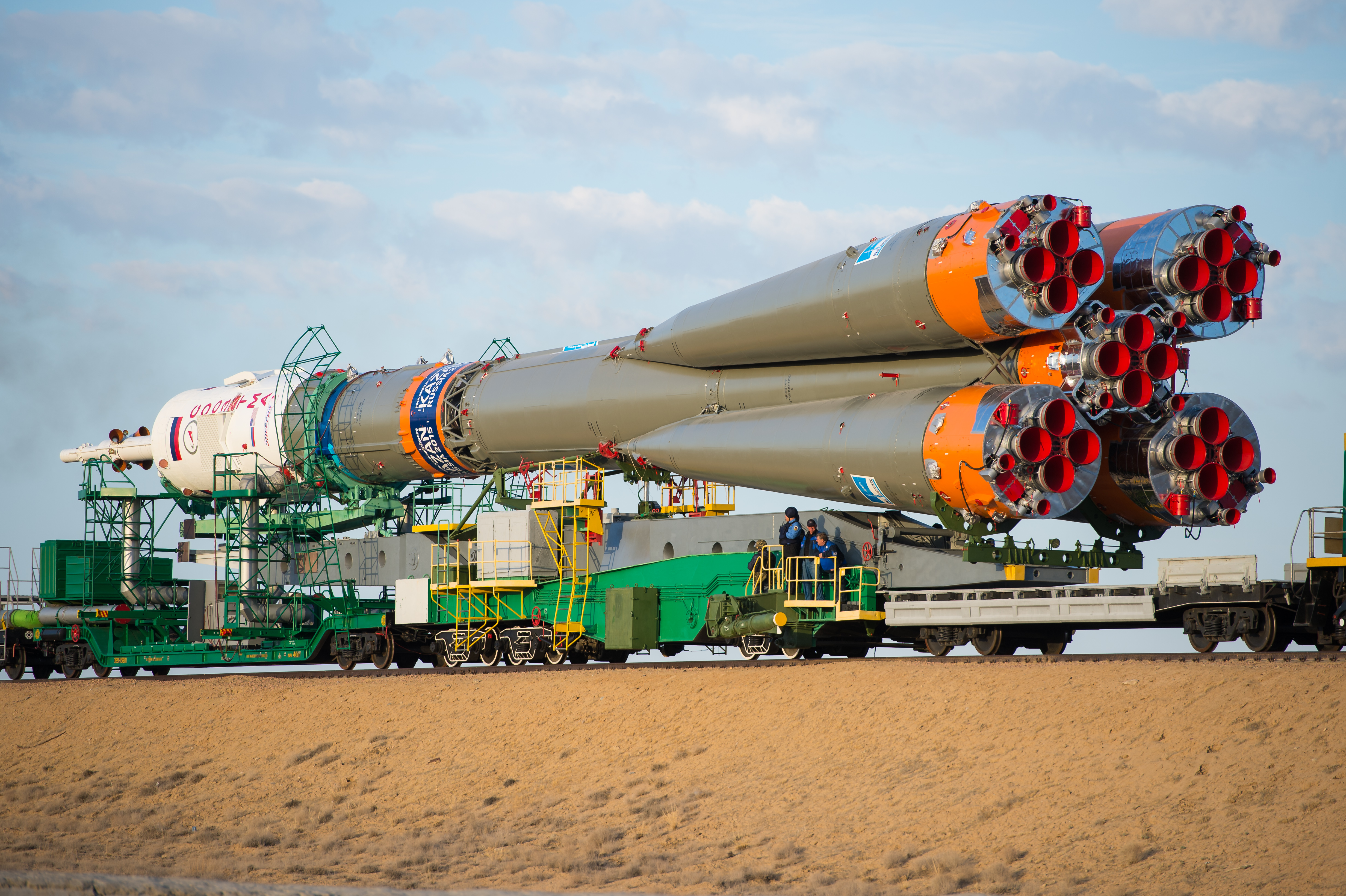
Ракету-носій вивозять на стартовий стіл.
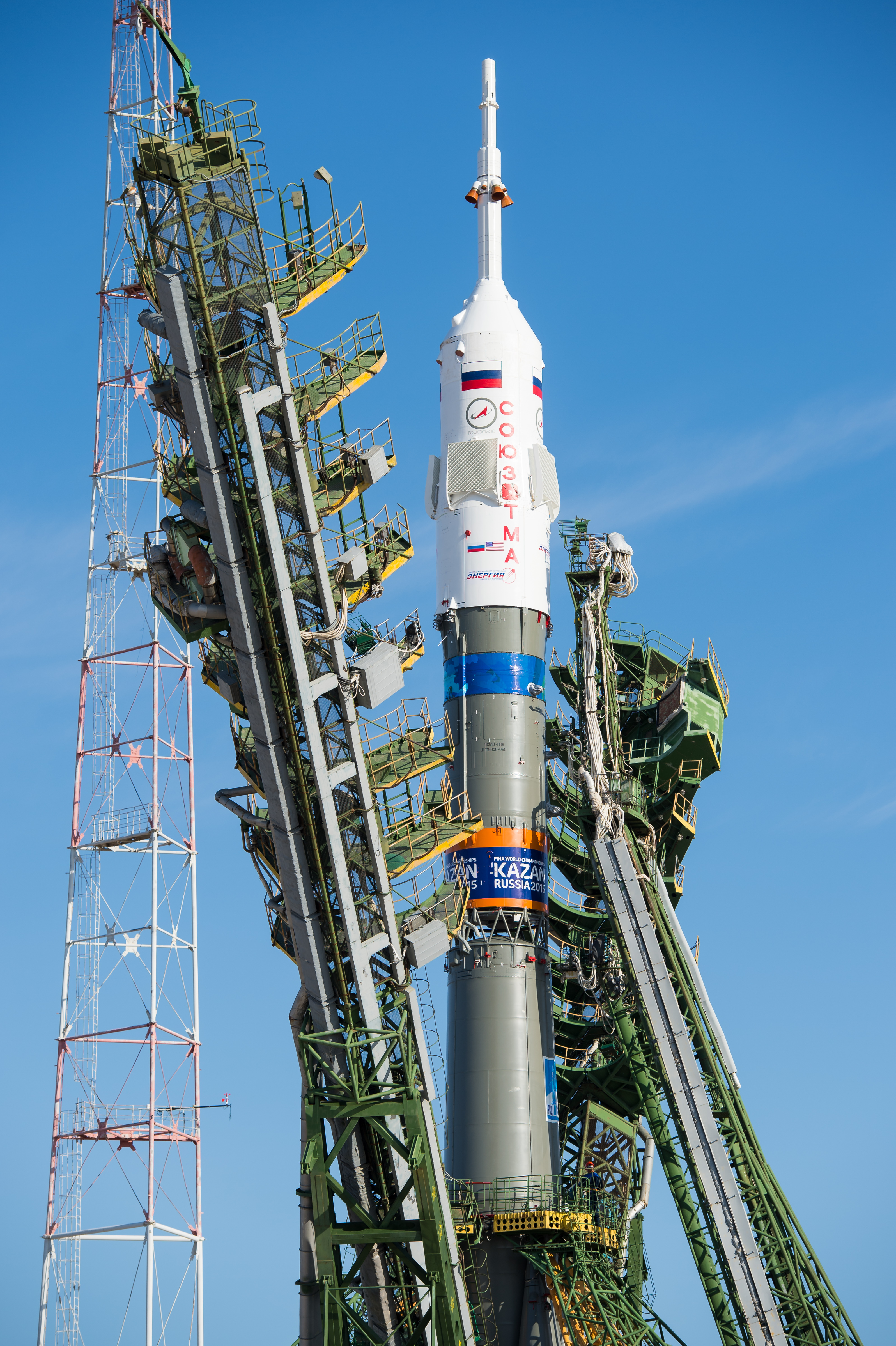
На стартовому столі
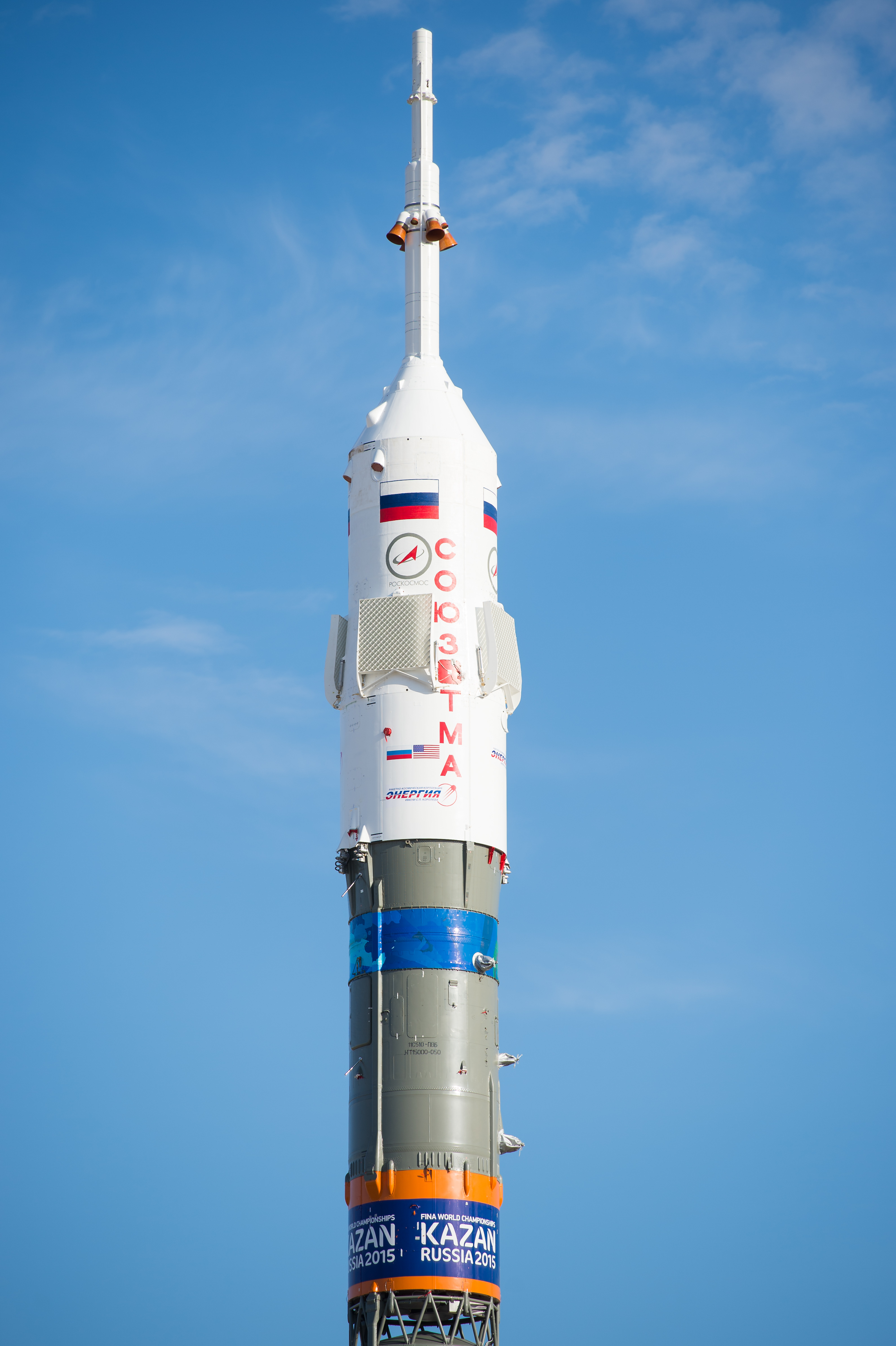
Космічний корабель
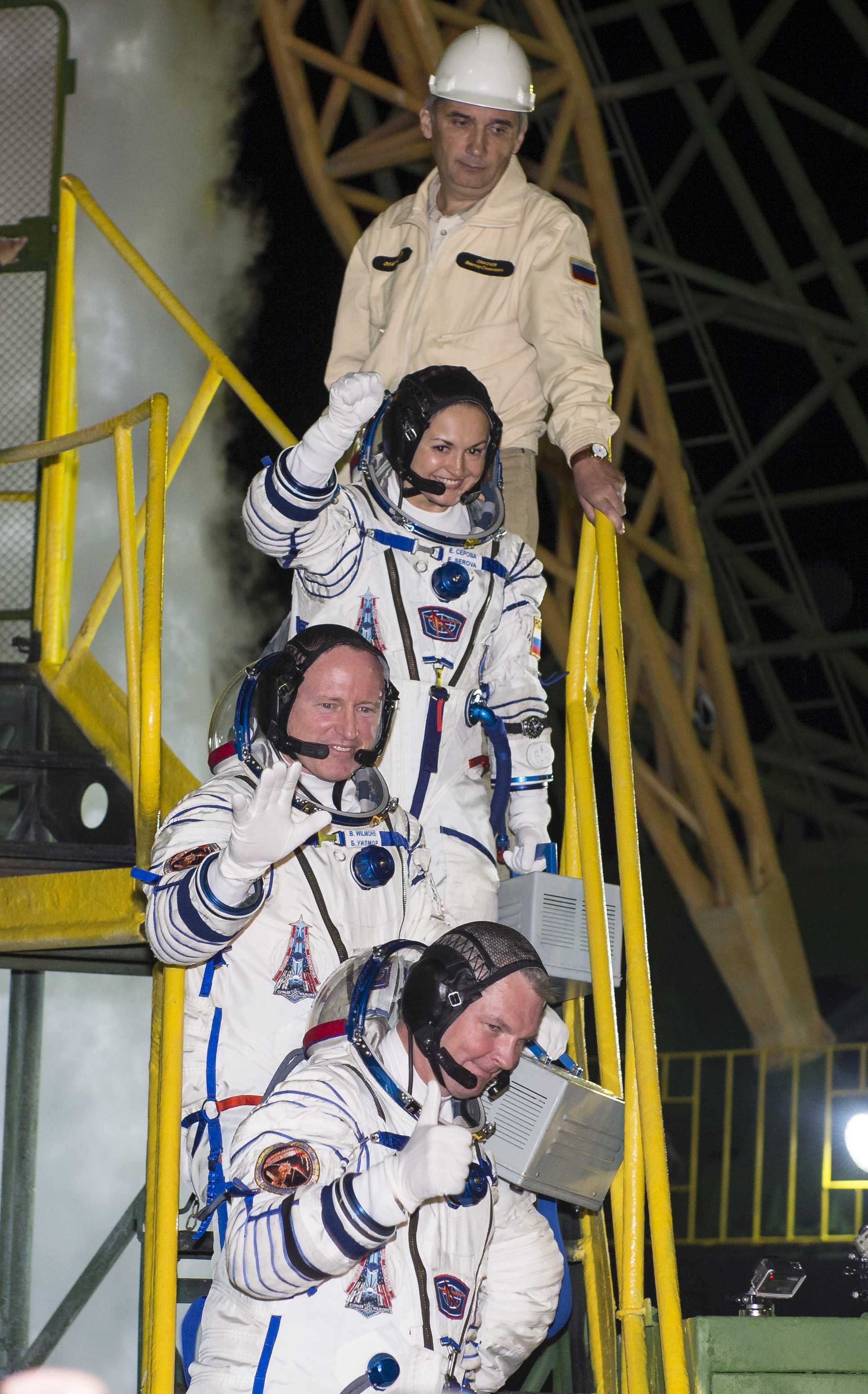
Екіпаж махає глядачам перед посадкою в корабель.
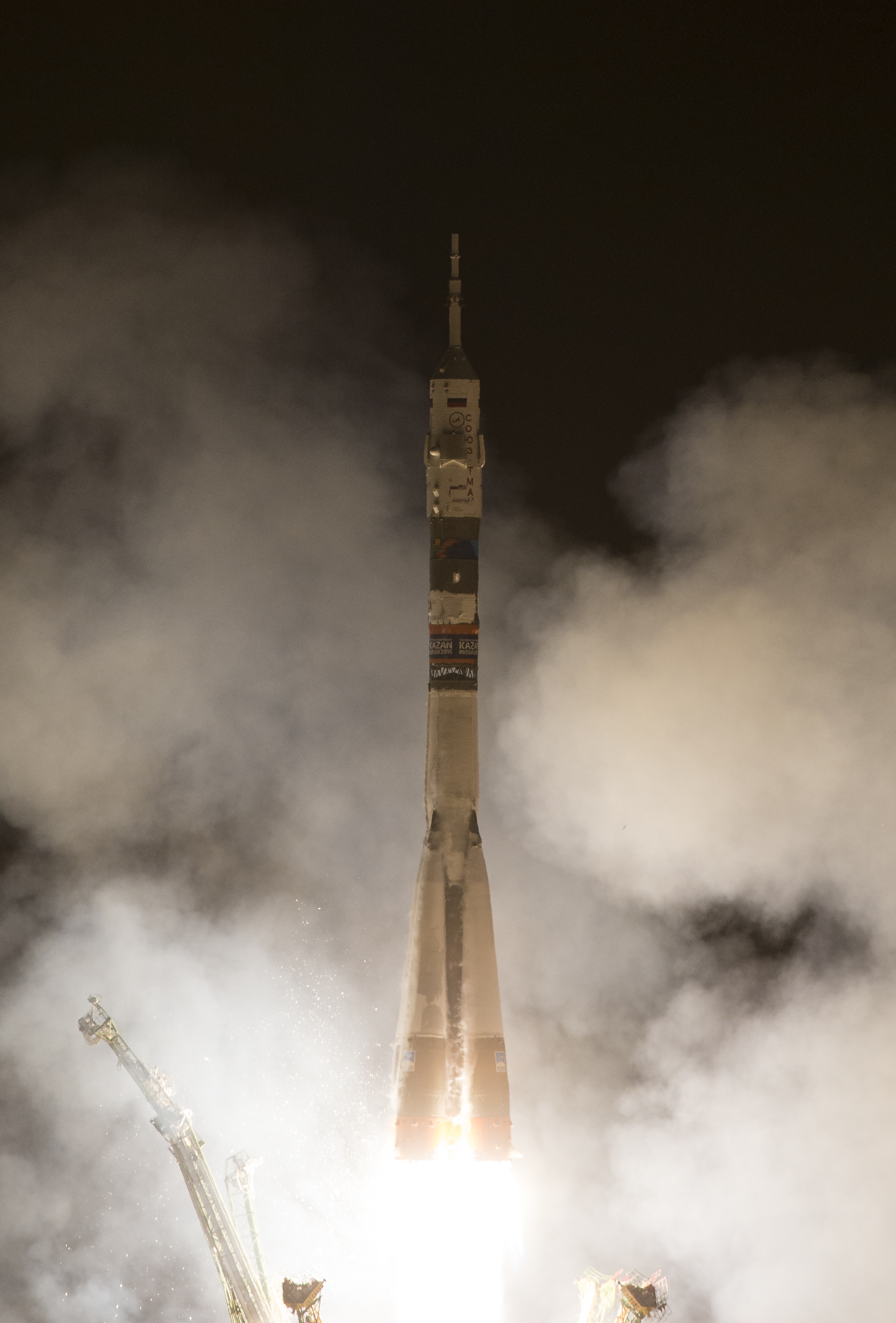
TMA-14M злітає з космодрому Байконур.
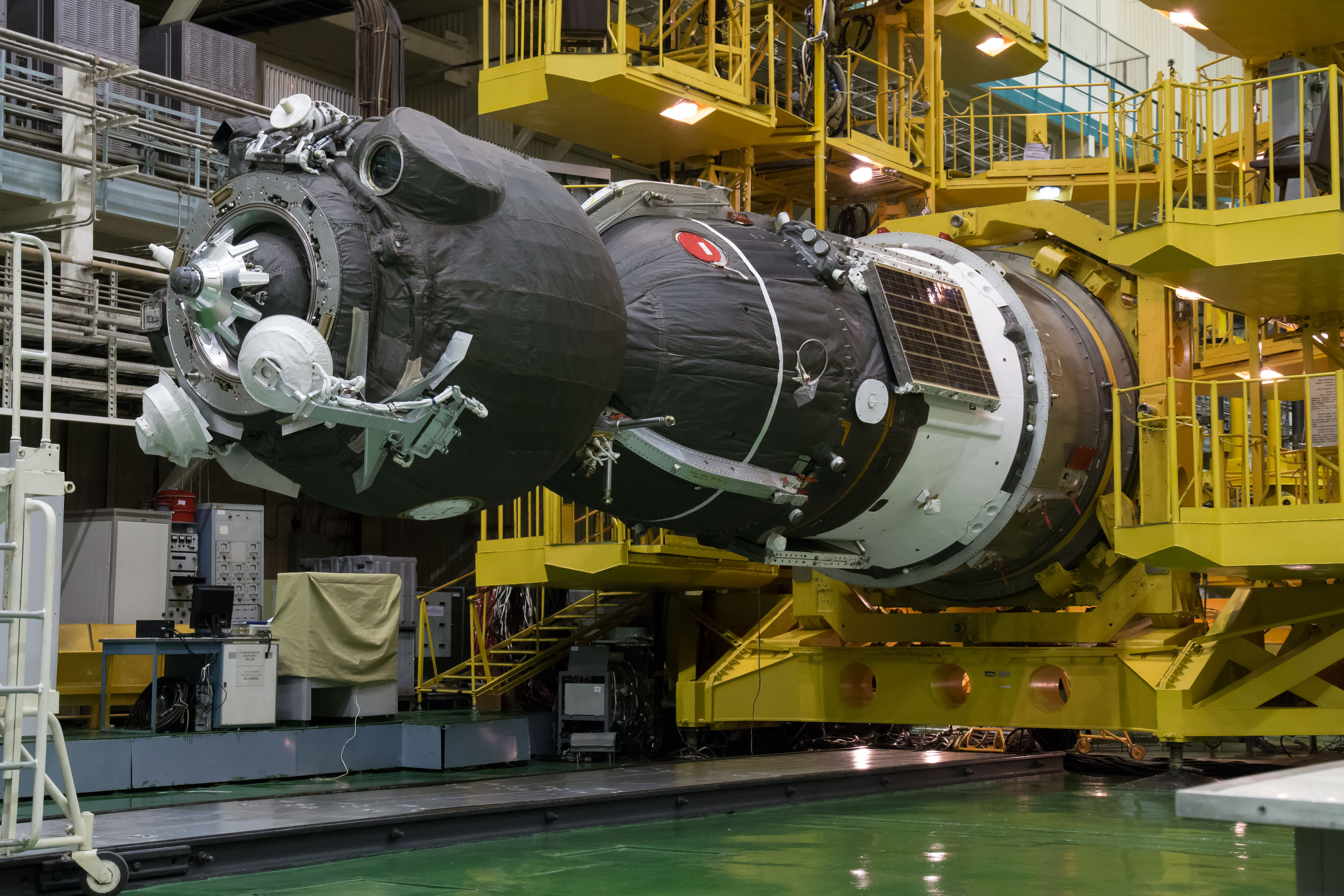
Водні випробування